# Dresden (Ohio)
Dresden es una villa ubicada en el condado de Muskingum en el estado estadounidense de Ohio. En el Censo de 2010 tenía una población de 1529 habitantes y una densidad poblacional de 502 personas por km².

## Geografía
Dresden se encuentra ubicada en las coordenadas 40°7′18″N 82°0′43″O / 40.12167, -82.01194. Según la Oficina del Censo de los Estados Unidos, Dresden tiene una superficie total de 3.05 km², de la cual 2.96 km² corresponden a tierra firme y (2.98%) 0.09 km² es agua.

## Demografía
Según el censo de 2010, había 1529 personas residiendo en Dresden. La densidad de población era de 502 hab./km². De los 1529 habitantes, Dresden estaba compuesto por el 97.38% blancos, el 0.33% eran afroamericanos, el 0.07% eran amerindios, el 0.46% eran asiáticos, el 0% eran isleños del Pacífico, el 0% eran de otras razas y el 1.77% pertenecían a dos o más razas. Del total de la población el 0.26% eran hispanos o latinos de cualquier raza.